# New Berlin (New York)
Pour les articles homonymes, voir New Berlin.
Ne doit pas être confondu avec New Berlin (village, New York).
New Berlin est une ville (town) située dans le comté de Chenango, dans l'État de New York, aux États-Unis. En 2010, elle comptait une population de 2 682 habitants, estimée au 1er juillet 2016 à 2 510 habitants.

## Démographie
Lors du recensement de 2010, la ville comptait une population de 2 682 habitants. Elle est estimée, en 2016, à 2 510 habitants.